# 約翰內斯·勞
約翰內斯·勞（Johannes Rau，1931年1月16日—2006年1月27日），德國政治家，於1999年7月1日至2004年6月30日間出任德國联邦總統。

## 早期生活
勞氏出生於伍珀塔爾市一個新教家庭，在5名兄弟姊妹中排行第三。他在小學時活躍於認信教會，該新教教會反對當時的納粹主義。
他於1949年離校，任職記者及出版者，常為新教青年會出版刊物。

## 政治參與
勞氏於1952年加入西德的全德人民黨，該黨主張兩德統一，至1957年正式解散。
1958年，他與他的政治恩師古斯塔夫·海涅曼一起加入德國社民黨，並活躍於伍珀塔爾的黨支部。海涅曼出任黨支部的副主席，及後當選為市議會議員（1964-1978），期間於1964至1967年間出任黨主席，以及於1969-1970年間出任該市市長。
勞氏於1958年首次參選北威州州議會選舉並成功當選，1967年成為該黨於州議會的派別主席，1970年成為該州的科學廳長，為德國教育帶來重大改革。在1970年代的普及教育運動中，他創立了5所大學，座落於不同的地方，其中一所更是全德首家提供函授教育的大學。
1977年，勞氏成為社民黨北威支部主席，翌年成為北威州州長，至1998年離任及辭去黨主席職務。他於1999年5月23日的總統大選中勝出，並於7月1日宣誓就職，至2004年7月1日任期屆滿後，總統一職由霍斯特·克勒接任。
勞氏於2006年慶祝75歲生日後11天因重病逝世。

## 格言
在勞氏的生涯中，影響他最深的格言如下:
- 「不是去分化，而是去調和。」
- 「要繼續抓下去，因為已經抓緊。」

## 荣誉

### 外国勋章奖章
- 一等白狮勋章附颈饰（捷克，2000年[1]）
- 白隼大十字勋章附颈饰（英语：Order of the Falcon）（冰岛，2003年7月1日[2]）：对冰岛进行正式访问。

### 其他
勞氏共得到9個榮譽博士學位。以及於2000年獲得國際奧委會國家元首獎。

## 外部連結
- 德国总统约翰内斯·劳 (新华网)

| 前任： 羅曼·赫爾佐克 | 德意志联邦共和国联邦總統 1999年—2004年 | 霍斯特·克勒 |